# Diabáz-barlang
A Diabáz-barlang Magyarország fokozottan védett barlangjai közül az egyik. A Bükki Nemzeti Park területén található. Magyarország 10. és a Bükk-vidék 5. legmélyebb, valamint hazánk egyik legveszélyesebb barlangja. Magyarország 5. legmélyebb barlangja is volt.

## Leírás
A Bükk-fennsíkon, a Bánkúton található turistaháztól délre, a csurgói erdészházhoz vezető út mellett, a Bánkúti-visszafolyóban nyílik. A terméskőből épített bejárata egy nagy méretű és nagy súlyú acélajtóval van lezárva. Középső triász mészkőben alakult ki, de több helyen triász porfirit a befoglaló kőzete. Az aknákkal szintekre tagolt barlang lépcsőzetesen mélyül. Egy nagy mellékága van, a Szép-ág.
Heliktitek is találhatók benne a változatos formájú és méretű, sokszínű állócseppkövek, függőcseppkövek, cseppkőzászlók és cseppkőlefolyások mellett. A különböző cseppkőképződmények az inaktív részein jöttek létre. Egy állandó vízhozamú forrás fakad benne 25 méter mélységben, ezért a fő járatában mindig víz folyik. A barlangi patakot a különböző, alkalmi víznyelőkből néha érkező vizek duzzasztják. Az előbb említetteken kívül egy vízfolyás a vízszintes ág keleti vége felől is belép a barlangba. A Garadna-forrásban jut a felszínre a mélyben elnyelődő víz.
Az egyik legveszélyesebb barlang Magyarországon. A barlangot egy acélajtó védi és egy kútgyűrűkkel biztosított, 15 méter hosszú aknán át érhető el. A lezárt barlang csak a Bükki Nemzeti Park Igazgatóság engedélyével látogatható. A bejárásához kötéltechnika használata, jó mászótudás és jó erőnlét kell. A függőleges kiterjedése és a mélysége 161 méter. A Bükk-vidék ötödik legmélyebb barlangja a Bányász-barlang, az István-lápai-barlang, a Jáspis-barlang és a Fekete-barlang után.
Neve egy téves kőzetmeghatározás miatt lett Diabáz-barlang. A porfiritet a színe miatt gondolták diabáznak. A barlang Szép-ágának a nevet Lukács László és Kovács Péter adta. Előfordul a barlang az irodalmában Bánkuti 2. sz. viznyelő barlang (Szenthe, Czakó 1976), Bánkuti 2. sz. víznyelőbarlang (Kordos 1984), Bánkuti-nyelő (Mészáros 1975), Bánkuti-visszafolyó (Várszegi, Kositzki 1964), Bánkuti visszafolyó (Kordos 1984), Bánkuti-viznyelő (Tóth 1964), Bánkúti 2. sz. víznyelő (Nyerges 2003), Bánkúti-visszafolyó (Hevesi 1977) és Diabáz Cave (Kordos 1977) neveken is. 1977-ben volt először Diabáz-barlangnak nevezve a barlang az irodalmában.

## Kutatástörténet
1951-ben Jakucs László fedezte fel fluoreszceines vízfestéssel, hogy a Bánkúti-víznyelőben lefolyó vizek a Garadna-forrásban bukkannak elő. Négy nap múlva jelent meg a megjelölt víz a forrásban. Az 1950-es években 5 méter mélységig bontották ki víznyelő tölcsérét. 1963 szeptemberében az Egri Tanárképző Főiskola Karszt- és Barlangkutató Csoportja nyolc méter mélységig bontotta ki, ahol egy szűkület akadályozta meg a továbbjutást. 1963-ban újra megpróbáltak bejutni a barlangba a víznyelőben eltűnő víz útjának a követésével a miskolci Bányász Barlangkutató Csoport barlangkutatói. Ők Várszegi Sándor vezetésével négy méter mélységig jutottak el bontással és robbantással.
1975 tavaszán Szabó József (MEAFC) próbálta meg járhatóvá tenni a víznyelőt, de sikertelenül. 1975 júliusában Börcsök Péter és Szenthe István sem tudott előbbre jutni. 1975 őszén Szenthe István, Börcsök Péter és Czakó László vezetésével az MHSZ Debreceni Könnyűbúvár Klub, a budapesti Spartacus TE és a MEAFC barlangkutatóinak sikerült átbontani a kitöltést és innentől gyakorlatilag szabad út vezetett a barlang mélypontjáig. A korábbi rossz tapasztalatok miatt nem a régebben is kutatott helyen, hanem egy új helyen bontották a víznyelőt. Lukács Lászlónak (FTSK) sikerült 1975 őszén megtalálnia a Szép-ágat. 1975-ben a bejutás utáni munkákban az MHSZ Debreceni Könnyűbúvár Klub, a Spartacus TE (Promontor SE), az FTC és a VITUKI barlangkutatói vettek részt. Az első vázlatos hosszmetszet térképe 1975-ben készült el, amely az MHSZ Debreceni Könnyűbúvár Klub munkája volt. Ezt követően napjainkig nem sikerült jelentős méretű új részt találni.

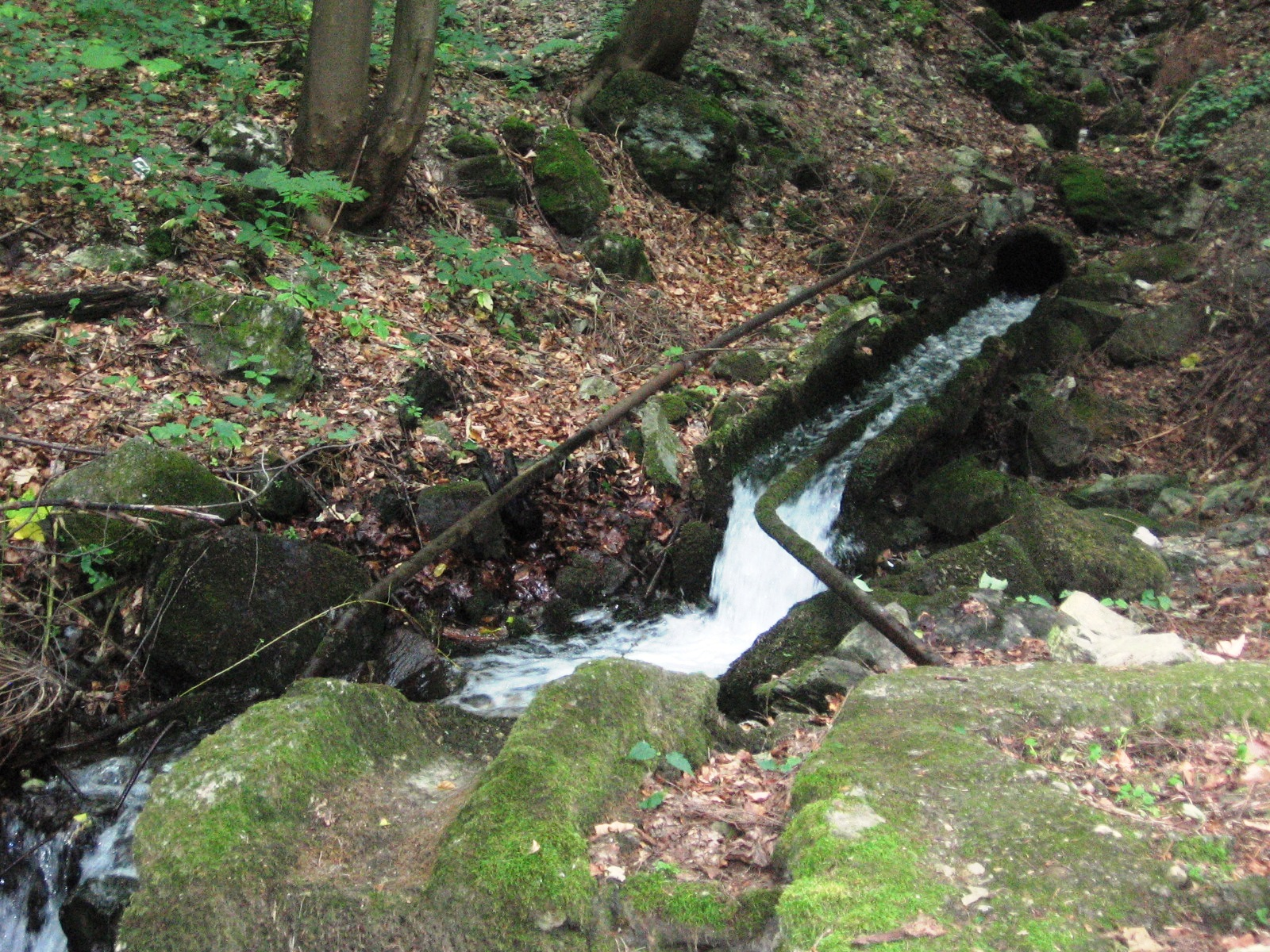
A barlang vizei a Garadna-forrásban kerülnek felszínre

1976-ban vált országos jelentőségű barlanggá az 5300-as (Bükk) barlangkataszteri területen lévő Diabáz-barlang. Az 1977. május 30-án összeállított, országos jelentőségű barlangok listáján viszont már nincs rajta a barlang. 1977-ben az MHSZ Debreceni Könnyűbúvár Klub rajzolt olyan bánkúti helyszínrajzot, amelyen fel lett tüntetve a Diabáz-barlang helye. A klub tagjai 1977-ben szerkesztették meg alaprajz térképét, amely a velük együttműködő miskolci és budapesti barlangkutatókkal készült. Ekkor készítették a tagok a Diabáz-barlang fő ágának elhelyezkedését és a környező objektumok helyét együtt feltüntető térképet, valamint a barlang fő ágának és Szép-ágának térképét. Az 1977. évi Karszt és Barlang angol nyelvű különszámában megjelent, The longest and deepest caves of Hungary (December 31, 1975) című közleményből megtudható, hogy a Bükk hegységben fekvő, 300 m hosszú Diabáz Cave 1975. december 31-én Magyarország 38. leghosszabb barlangja. Az 1977. december 31-i állapot szerint (MKBT Meghívó 1978. május) a Bükk hegységben lévő, kb. 153 m mély és kb. 533 m hosszú Diabáz-barlang az ország 5. legmélyebb és 25. leghosszabb barlangja.
Az 1977. évi Karszt és Barlangban megjelent összeállítás alapján, 1977. december 31-én Magyarország 26. leghosszabb barlangja a Bükk hegységben elhelyezkedő, 1977. december 31-én kb. 533 m hosszú, 1976-ban és 1975-ben pedig kb. 300 m hosszú Diabáz-barlang. Az összeállítás szerint, 1977. december 31-én Magyarország 5. legmélyebb barlangja a Bükk hegységben elhelyezkedő, 1977. december 31-én kb. 153 m mély, 1976-ban és 1975-ben pedig ismeretlen mélységű Diabáz-barlang. Ez az összeállítás naprakészebb az 1978. májusi MKBT Meghívóban publikált listánál. Az 1977-ben megjelent, Hevesi Attila által szerkesztett Bükk útikalauz szerint a barlang kb. 300 m hosszú és kb. 140 m mély. 1978-ban a debreceni barlangkutatók bakteriológiai szempontból vizsgálták vizeit és vízhozamát. Megállapították, hogy az alsó részében megjelenő vizet a közeli turistaház szennyezi, de a felső szakaszban megjelenő víz alkalmas a turistaház vízellátási hiányának enyhítésére. 1979-ben a Körte-kürtő aljáról kellett kimenteni egy hölgyet, aki medencecsonttöréssel járó balesetet szenvedett.
Az 1979-ben napvilágot látott, Barlangok a Bükkben című könyvben szó van arról, hogy a bánkúti turistaháztól induló sárga jelzésű úttól nem messze, a mészkő és a diabáz határán lett feltárva a Diabáz-barlang. A nagyon szép, formagazdag és cseppköves barlang 530 m hosszú és 150 m mély. Barlangban tárolt vizéből, állandó vízfolyásából szeretnék a turistaház vízigényét is megoldani. A kiadványban publikálva lett a barlang 1977. december 31-én készült alaprajz térképe. A könyvhöz mellékelt, a Bükk hegység barlangokban leggazdagabb területét bemutató térképen látható a 18-as számmal jelölt barlang földrajzi elhelyezkedése.
Az 1980-as években a barlangot föld alatti víztározóvá akarták alakítani és elfalazták a Harang-akna alján található Kanális járatát, hogy a bánkúti turistaháznak és környékének vízellátását megoldják. Ennek a sikertelen próbálkozásnak az emlékét egy kis betonkoszorú őrzi. 1981-ben Hámori vakbolharákot gyűjtött benne, amelyet Karaman az 1986-ban megjelent publikációjában új fajnak írt le. 1981-ben körülbelül 533 méter hosszú, ez 313 méternek felméréséből és 220 méter becsléséből állt, valamint körülbelül 156 méter mély volt, ez 106 méternek felméréséből és 50 méter becslésből állt. Az 1984-ben megjelent, Magyarország barlangjai című könyv szerint az 1970-es évek nagyobb barlangi felfedezései közé tartozik a Diabáz-barlang feltárása. A kiadvány országos barlanglistájában szerepel a Bükk hegységben lévő barlang Diabáz-barlang néven Bánkuti visszafolyó és Bánkuti 2. sz. víznyelőbarlang névváltozatokkal. A listához kapcsolódóan látható az Aggteleki-karszt és a Bükk hegység barlangjainak földrajzi elhelyezkedését bemutató 1:500 000-es méretarányú térképen a barlang földrajzi elhelyezkedése.
1984-ben az MHSZ Debreceni Könnyűbúvár Klub Barlangkutató Csoportjának tagjai a bejárati kútgyűrűsort betonozással biztosították és a barlang négy pontján vízhozam méréseket, valamint vízminőség vizsgálatokat folytattak. 1986. május végén a tavasszal lezárt barlangból 10 elpusztult és 7 alig élő, gyenge, de még függeszkedő denevért hoztak ki. A legyengült egyedeket gondozás után elengedték. Az 1987. december 31-i állapot alapján Magyarország 23. leghosszabb barlangja az 5331/9 barlangkataszteri számú, kb. 1000 m hosszú Diabáz-barlang. A 22. leghosszabb barlang (Baradla Rövid-Alsó-barlang) és a 24. leghosszabb barlang (Tapolcai-tavasbarlang) szintén kb. 1000 m hosszú. Az összeállítás szerint az 1977. évi Karszt és Barlangban közölt hosszúsági listában a Diabáz-barlang kb. 533 m hosszú. Az 1987. december 31-i állapot alapján Magyarország 7. legnagyobb függőleges kiterjedésű barlangja az 5331/9 barlangkataszteri számú, kb. 153 m függőleges kiterjedésű Diabáz-barlang. Az összeállítás szerint az 1977. évi Karszt és Barlangban közölt mélységi listában a barlang kb. 153 m mély.
1988. október 1-től a környezetvédelmi és vízgazdálkodási miniszter 7/1988. (X. 1.) KVM rendeletének (6. §. 2. pont, illetve 5. sz. melléklet) értelmében a Bükk hegységben lévő Diabáz-barlang fokozottan védett barlang. Az 1988. évi Karszt és Barlangban közölve lett, hogy a Bükk hegységben elhelyezkedő Diabáz-barlang bekerült Magyarország fokozottan védett barlangjai közé. Magyarországon a Diabáz-barlanggal együtt 108 barlang van fokozottan védve. 1989-ben az MHSZ Debreceni Könnyűbúvár Klub Barlangkutató Csoportjának tagjai létrákat helyeztek el a barlang nagy aknájában és a Körte-kürtőben.
Az 1989. évi Karszt és Barlangban lévő, Magyarország barlangjai című összeállításban szó van arról, hogy a Nagy-fennsík É-i részén végighúzódó, középső triász (anisusi) mészkősáv Ny-i végénél, Bánkúton helyezkedik el a Diabáz-barlang. A barlang földtani érdekessége, hogy benne néhány helyen megfigyelhető a mészkő és a vulkanikus eredetű, nem karsztosodó diabáz kőzethatára. A napjainkban kb. 1 km hosszú barlang 1975-ben, egy időszakos víznyelő kibontásával lett feltárva. A 153 m mély barlang a Bükk hegység negyedik legmélyebb barlangja. Hidrológiai sajátossága, hogy vízszintes alsó járata a vizet Ny felé vezeti el árvízkor, normál vízhozamnál pedig a víz kissé mélyebben, K felé folyik el.
A publikációban lévő 3. ábrán (Bükk hegység térkép) be van mutatva a barlang földrajzi elhelyezkedése. Az összeállításba bekerült egy olyan, fekete-fehér fénykép, amelyen a Bükk hegységben lévő Diabáz-barlang egyik része látszik. A fényképet Borzsák Péter és Prágai Albert készítették. A folyóirat 1989. évi különszámában napvilágot látott ennek az utóbbi tanulmánynak az angol nyelvű változata (The caves of Hungary). Ebben a tanulmányban Diabáz Cave a barlang neve. Az angol nyelvű tanulmányhoz mellékelve megjelent egy olyan lista, amelyben Magyarország leghosszabb, és egy olyan lista, amelyben Magyarország legmélyebb barlangjai vannak felsorolva. A két felsorolás szerint a Bükk hegységben fekvő, 1000 m hosszú és 153 m mély Diabáz-barlang (Diabáz Cave) 1988-ban Magyarország 23. leghosszabb és 7. legmélyebb barlangja. (1977-ben a barlang 533 m hosszú és 153 m mély volt.)
1990-ben az MHSZ Debreceni Könnyűbúvár Klub Barlangkutató Csoportjának volt kutatási engedélye a barlang kutatásához és a csoport tagjai feltételezték, hogy a Bánkúti 1. sz. víznyelőbarlang végpontja a Szép-ág végétől kb. 60 m-re van. 1991-ben a MÁFI Barlangkutató Csoportjának tagjai is fluoreszceinnel festették meg a Harang-akna alján, 104 méteres mélységben a barlangi patakot. A megjelölt víz 19 nap múlva jelentkezett a Garadna-forrásban, amikor a vízhozam 20 liter volt percenként. Ekkor a Szalajka-forrás vizét is figyelték, de ott nem volt észlelhető a fluoreszceines víz.
1992. február 29-én a járatrendszer két különböző pontján történt egyszerre baleset. 1994-ben a III. Bükki BEAC Barlangász Tábor során körülbelül 50 méter hosszú új szakaszt fedeztek fel. 1998. május 14-től a környezetvédelmi és területfejlesztési miniszter 13/1998. (V. 6.) KTM rendelete szerint a Bükki Nemzeti Park Igazgatóság illetékességi területén, a Bükk hegységben található Diabáz-barlang az igazgatóság engedélyével látogatható. 2001. május 17-től a környezetvédelmi miniszter 13/2001. (V. 9.) KöM rendeletének értelmében a Bükk hegység területén lévő Diabáz-barlang fokozottan védett barlang. Egyidejűleg a fokozottan védett barlangok körének megállapításáról szóló 1/1982. (III. 15.) OKTH rendelkezés hatályát veszti.
A 2003-ban kiadott, Magyarország fokozottan védett barlangjai című könyvben található barlangismertetésben az olvasható, hogy 1000 m hosszú, 161 m függőleges kiterjedésű és 130 m a vízszintes kiterjedése. A könyvben lévő, Egri Csaba és Nyerges Attila által készített hosszúsági lista szerint a Bükk hegységben lévő és 5331-9 barlangkataszteri számú Diabáz-barlang Magyarország 28. leghosszabb barlangja 2002-ben. A 2002-ben kb. 1000 m hosszú barlang 1977-ben 533 m és 1987-ben 1000 m hosszú volt. A könyvben található, Egri Csaba és Nyerges Attila által készített mélységi lista szerint a Bükk hegységben lévő és 5331-9 barlangkataszteri számú Diabáz-barlang Magyarország 7. legmélyebb barlangja 2002-ben. A 2002-ben 161 m mély barlang 1977-ben és 1987-ben is kb. 153 m mély volt.
A 2005-ben napvilágot látott, Magyar hegyisport és turista enciklopédia című kiadványban önálló szócikke van a barlangnak. A szócikk szerint a Diabáz-barlang a Bükk hegységben található és 1988 óta fokozottan védett barlang. A bánkúti turistaháztól D-re, 855 m tszf. magasságban nyíló Bánkúti-visszafolyó ismert volt régóta. Az eltömődött, időszakosan aktív víznyelő bontása 1963-ban lett kezdve, de csak 1975-ben történt meg a bejutás. A leginkább triász mészkőben létrejött járatok több helyen feltárják a triász porfiritet. Tévesen diabáznak meghatározott porfirit miatt kapta a nevét a barlang. A lépcsőzetesen mélyülő, aknákkal tagolt barlang majdnem 1 km hosszú és 161 m mély. Magyarország 7. legmélyebb barlangja. Inaktív részeit látványos, színgazdag, változó formájú és méretű cseppkövek, cseppkőlefolyások és cseppkőzászlók ékesítik, több helyen heliktit is megfigyelhető.
Egész évben víz folyik a barlang főágában, amely annak köszönhető, hogy állandó vízhozamú forrás fakad 25 m mélységben. A Garadna-forrásban bukkan felszínre a barlangban elnyelődő víz. Az 1980-as években a barlangot hasznosítani kívánták víztározóként, hogy a bánkúti turistaház vízellátása megoldódjon. Jelenleg már csak egy kis betonkoszorú emlékeztet a sikertelen kísérletre. A barlang természeti értéke mellett nevezetes a benne történt balesetekről is. Engedéllyel, jó erőnléttel, mászótudással és kötéltechnikai ismerettel látogatható. Lukács László szócikkében meg van említve, hogy Lukács László sok barlangban végzett eredményes feltáró munkát, melyek közül kiemelkedik pl. a Diabáz-barlang új szakaszának felderítése. Szenthe István szócikkében meg van említve, hogy Szenthe István eredménnyel kutatott a Bükk hegységben lévő Diabáz-barlangban.
2005. szeptember 1-től a környezetvédelmi és vízügyi miniszter 22/2005. (VIII. 31.) KvVM rendelete szerint a Bükki Nemzeti Park Igazgatóság működési területén, a Bükk hegységben található Diabáz-barlang a felügyelőség engedélyével látogatható. 2005. szeptember 1-től a környezetvédelmi és vízügyi miniszter 23/2005. (VIII. 31.) KvVM rendelete szerint a Bükk hegységben lévő Diabáz-barlang fokozottan védett barlang. 2006-ig tartott járatainak 2003-ban elkezdett felmérése és a felmérés alapján 2006-ban elkészültek térképei. 2006-ban alaprajz térkép, kiterített hossz-szelvény térkép, vetített hossz-szelvény térkép és áttekintő térkép volt rajzolva. A térképeket Szabó Zoltán szerkesztette.
2007. március 8-tól a környezetvédelmi és vízügyi miniszter 3/2007. (I. 22.) KvVM rendelete szerint a Bükki Nemzeti Park Igazgatóság működési területén lévő Bükk hegységben elhelyezkedő Diabáz-barlang az igazgatóság engedélyével tekinthető meg. 2013. július 19-től a vidékfejlesztési miniszter 58/2013. (VII. 11.) VM rendelete szerint a Diabáz-barlang (Bükk hegység, Bükki Nemzeti Park Igazgatóság működési területe) az igazgatóság hozzájárulásával látogatható. 2014-ben lett kialakítva új bejárata. 2015. november 3-tól a földművelésügyi miniszter 66/2015. (X. 26.) FM rendelete szerint a Diabáz-barlang (Bükk hegység) fokozottan védett barlang. 2021. május 10-től az agrárminiszter 17/2021. (IV. 9.) AM rendelete szerint a Diabáz-barlang (Bükk hegység, Bükki Nemzeti Park Igazgatóság működési területe) az igazgatóság engedélyével látogatható. A 13/1998. (V. 6.) KTM rendelet egyidejűleg hatályát veszti.

## További irodalom
- Czenthe Huba: A Bükk-hegység barlangjai. Kézirat (szakdolgozat) a Barlangtani Osztályon (Budapesten), Eger, 1965. 71. old.
- Erdey Gyula: Bükk portyavezető. Budapest, Sport, 1954.
- Erdey Gyula: Bükk útikalauz. Budapest, Sport, 1956. 89. old.
- Karaman, Gordan S.: One new species of family Niphargidae (Gammaridea), Niphargus forroi sp. n. from Hungary. Acta zoologica Academiae Scientiarum Hungaricae, 1986. (32. évf.) 1–2. sz. 61–72. old.
- Kraus Sándor: Barlangföldtan. I. Budapest, 1984.
- Leél-Őssy Sándor: A Bükk víznyelőinek és víznyelőbarlangjainak tanulmányozása. Földrajzi Értesítő, 1959. 1–4. sz. 184. old.